# Йохан II фон Хайдек
Йохан II фон Хайдек (на немски: Johann II von Heydeck; † 3 юни 1429, замък Вилибалдсбург, Айхщет) е княжески епископ на Айхщет (1415 – 1429).

## Биография
Той е син на Фридрих I фон Хайдек († 1374) и втората му съпруга Аделхайд фон Хенеберг-Ашах († 1369), дъщеря на граф Хайнрих VI (XI) фон Хенеберг-Ашах († 1355/1356) и София фон Кефернбург († 1358).
Йохан II е от 1383 г. домхер на Вюрцбург, след това е в катедралния капител в Бамберг и домпробст от 1390 г. През 1415 г. е избран за епископ на Айхщет след смъртта на епископ Фридрих IV фон Йотинген († 19 септември 1415).
През лятото на 1422 г. Йохан II участва като княжески епископ в имперското събрание в Нюрнберг, където се съвещават за проблема с Хуситите. През Баварската война (1420 – 1422) той преговаря за примирие. Преди това той е противник на баварския херцог Лудвиг VII.
Той е пестелив, манастирът става без задължения и залагания. Погребан е в катедралата на Айхщет до епископ Хилдебранд фон Мьорен († 1279).